# Rennrodel-Weltcup 1986/87
Die Weltcupsaison 1986/87 im Rennrodeln begann am 13. Dezember 1986 im damals jugoslawischen Sarajevo  und endete am 1. März 1987 in Lake Placid in den USA. Weiterer Saisonhöhepunkt waren die Rennrodel-Weltmeisterschaften in Igls in Österreich.
Gesamtweltcupsieger wurde bei den Frauen Cerstin Schmidt aus der DDR, bei den Männern siegte zum dritten Mal in Folge Norbert Huber aus Italien und bei den Doppelsitzern gewann das Duo Thomas Schwab/Wolfgang Staudinger aus der Bundesrepublik Deutschland.
Die Saison wurde erstmals an sieben Weltcupstationen ausgetragen, wovon fünf Veranstaltungen in Europa und zwei in Nordamerika stattfanden.

## Weltcupergebnisse
| Datum                      | Ort         | Disziplin     | Sieger                            | Zweiter                           | Dritter                           |
| -------------------------- | ----------- | ------------- | --------------------------------- | --------------------------------- | --------------------------------- |
| 13./14. Dezember 1986      | Sarajevo    | Einsitzer (F) | Veronika Oberhuber                | Marie-Luise Rainer                | Cammy Myler                       |
| 13./14. Dezember 1986      | Sarajevo    | Einsitzer (M) | Norbert Huber                     | Markus Prock                      | Sergej Danilin                    |
| 13./14. Dezember 1986      | Sarajevo    | Doppel (M)    | Stefan Ilsanker Georg Hackl       | Miroslav Zajonc Tim Nardiello     | Hansjörg Raffl Norbert Huber      |
| 10./11. Januar 1987        | Olang       | Einsitzer (F) | Marie-Luise Rainer                | Annefried Göllner                 | Gerda Weissensteiner              |
| 10./11. Januar 1987        | Olang       | Einsitzer (M) | Paul Hildgartner                  | Norbert Huber                     | Thomas Jacob                      |
| 10./11. Januar 1987        | Olang       | Doppel (M)    | Hansjörg Raffl Norbert Huber      | Kurt Brugger Wilfried Huber       | Bernhard Kammerer Walter Brunner  |
| 17./18. Januar 1987        | Oberhof     | Einsitzer (F) | Cerstin Schmidt                   | Ute Oberhoffner                   | Gabriele Kohlisch                 |
| 17./18. Januar 1987        | Oberhof     | Einsitzer (M) | René Friedl                       | Thomas Jacob                      | Michael Walter                    |
| 17./18. Januar 1987        | Oberhof     | Doppel (M)    | Rene Keller Lutz Kühnlenz         | Stefan Ilsanker Georg Hackl       | Thomas Schwab Wolfgang Staudinger |
| 31. Januar/1. Februar 1987 | Imst        | Einsitzer (F) | Gabriele Kohlisch                 | Cerstin Schmidt                   | Marie-Luise Rainer                |
| 31. Januar/1. Februar 1987 | Imst        | Einsitzer (M) | Norbert Huber                     | Paul Hildgartner                  | Markus Prock                      |
| 31. Januar/1. Februar 1987 | Imst        | Doppel (M)    | Thomas Schwab Wolfgang Staudinger | Hansjörg Raffl Norbert Huber      | Bernhard Kammerer Walter Brunner  |
| 7./8. Februar 1987         | Königssee   | Einsitzer (F) | Cerstin Schmidt                   | Veronika Oberhuber                | Gabriele Kohlisch                 |
| 7./8. Februar 1987         | Königssee   | Einsitzer (M) | Jens Müller                       | Michael Walter                    | René Friedl                       |
| 7./8. Februar 1987         | Königssee   | Doppel(M)     | Stefan Ilsanker Georg Hackl       | Thomas Schwab Wolfgang Staudinger | Jörg Hoffmann Jochen Pietzsch     |
| 21./22. Februar 1987       | Calgary     | Einsitzer (F) | Cerstin Schmidt                   | Gabriele Kohlisch                 | Ute Oberhoffner                   |
| 21./22. Februar 1987       | Calgary     | Einsitzer (M) | René Friedl                       | Norbert Huber                     | Markus Prock                      |
| 21./22. Februar 1987       | Calgary     | Doppel(M)     | Jörg Hoffmann Jochen Pietzsch     | Stefan Ilsanker Georg Hackl       | Thomas Schwab Wolfgang Staudinger |
| 28. Februar/1. März 1987   | Lake Placid | Einsitzer (F) | Bonny Warner                      | Veronika Oberhuber                | Cammy Myler                       |
| 28. Februar/1. März 1987   | Lake Placid | Einsitzer (M) | Norbert Huber                     | Frank Masley                      | Georg Hackl                       |
| 28. Februar/1. März 1987   | Lake Placid | Doppel(M)     | Thomas Schwab Wolfgang Staudinger | Hansjörg Raffl Norbert Huber      | Stefan Ilsanker Georg Hackl       |

## Weltcupstände

### Frauen
| Rang | Rodlerin           | Land               |
| ---- | ------------------ | ------------------ |
| 1.   | Cerstin Schmidt    | DDR                |
| 2.   | Marie-Luise Rainer | Italien            |
| 3.   | Bonny Warner       | Vereinigte Staaten |
| 3.   | Gabriele Kohlisch  | DDR                |
| 5.   | Veronika Oberhuber | Italien            |
| 6.   | Ute Oberhoffner    | DDR                |

### Männer
| Rang | Rodler           | Land       |
| ---- | ---------------- | ---------- |
| 01.  | Norbert Huber    | Italien    |
| 02.  | René Friedl      | DDR        |
| 03.  | Paul Hildgartner | Italien    |
| 03.  | Markus Prock     | Österreich |
| 05.  | Thomas Jacob     | DDR        |
| 06.  | Jens Müller      | DDR        |

### Doppelsitzer
| Rang | Duo                               | Land               |
| ---- | --------------------------------- | ------------------ |
| 01.  | Thomas Schwab/Wolfgang Staudinger | BRD                |
| 02.  | Stefan Ilsanker/Georg Hackl       | BRD                |
| 03.  | Hansjörg Raffl/Norbert Huber      | Italien            |
| 04.  | Miroslav Zajonc/Tim Nardiello     | Vereinigte Staaten |
| 05.  | Bernhard Kammerer/Walter Brunner  | Italien            |
| 06.  | Jörg Hoffmann/Jochen Pietzsch     | DDR                |